# Григоров В'ячеслав Сергійович
В'ячеслав Сергійович Григоров (біл. Вячаслаў Сяргеевіч Грыгараў; нар. 8 березня 1982, Барановичі, Берестейська область, Білоруська РСР) — білоруський футболіст, півзахисник, тренер.

## Клубна кар'єра
Футболом розпочав займатися у барановицькій ДЮСШ-5 (перший тренер — Валерій Володимирович Черняк).
Розпочинав кар'єру у мінських клубах РУОР та «РШВСМ-Олімпія», які входили до системи борисовського БАТЕ, а 2000 року дебютував і в основній команді клубу. У сезоні 2001 року став стабільно грати в основі, але сезон 2002 року виявився невдалим. 2003 року став гравцем «Торпедо-СКА». 2005 року перейшов до «Німана».
2007 року став гравцем мікашевицького «Граніту». Восени 2007 року виступав за «Винарів» з Мутеніце, у футболці яких відзначився 2-ма голами в Моравсько-Сілезькій футбольній лізі. У середу, 5 вересня 2007 року, провів весь матч 2-го раунду Кубку МСФЛ, в якому мутеничани приймали першоліговий ФК «Брно» і програли йому з рахунком 3:4 (1:3). ) після важкого виступу. 2011 року перейшов до «Слуцька», де став одним із лідерів команди. Допоміг клубу в сезоні 2013 року виграти Першу лігу. У сезоні 2014 був основним опорним півзахисником клубу у Вищій лізі.
У січні 2015 року продовжив контракт із «Слуцьком». Початок сезону 2015 року пропустив через травму, на полі з'явився лише в червні.

## Кар'єра в збірній
Виступав за юнацьку збірну Білорусі (2000). У складі молодіжної збірної Білорусі зіграв три матчі (2001-2002).

## Кар'єра тренера
У серпні 2015 року, після відставки головного тренера Юрія Крота, Григорова призначили виконуючим обов'язки головного тренера. У підсумку вдалося підняти команду з останнього 14-го місця на 11-е.
У січні 2016 року отримав тренерську ліцензію категорії B і незабаром став остаточно затверджений як головний тренер «Слуцька». Сезон 2016 року під керівництвом Григорова команда провела невдало, тривалий час перебувала в зоні вильоту. Після поразки від аутсайдера, мікашевицького «Граніту», Григоров відправлений у відставку, проте невдовзі керівництво клубу вирішило зберегти тренера, натомість було звільнено помічника головного тренера Андрія Баса. У січні 2017 року стало відомо, що клуб не продовжуватиме контракт із Григоровим.
Пізніше працював дитячим тренером у структурі «Мінська». У грудні 2019 року став головним тренером жіночої команди ФК «Мінськ». У жовтні 2020 року залишив посаду.
У січні 2021 року став старшим тренером берестейського «Руху», а в серпні тимчасово його очолив.

## Досягнення
- Білоруська футбольна вища ліга
  -  Чемпіон (1): 2002
  -  Срібний призер (1): 2000
  -  Бронзовий призер (1): 2001
- Перша ліга Білорусі
  -  Чемпіон (1): 2013

## Статистика виступів
| Сезон         | Дивізіон | Клуб                  | Країна   | Матчі | Голи |
| ------------- | -------- | --------------------- | -------- | ----- | ---- |
| 1998          | Д3-А     | РУОР                  | Білорусь | 20    | 2    |
| 1999          | Д3-А     | РУОР                  | Білорусь | 20    | 3    |
| 2000 (1)      | Д3-А     | РШВСМ-Олімпія         | Білорусь | 4     | 1    |
| 2000 (2)      | Д1       | БАТЕ                  | Білорусь | 12    | 2    |
| 2001          | Д1       | БАТЕ                  | Білорусь | 23    | 2    |
| 2002          | Д1       | БАТЕ                  | Білорусь | 5     | 0    |
| 2003          | Д1       | «Торпедо-СКА»         | Білорусь | 15    | 0    |
| 2004          | Д1       | «Торпедо-СКА»         | Білорусь | 25    | 2    |
| 2005          | Д1       | «Німан» (Гродно)      | Білорусь | 20    | 1    |
| 2006          | Д1       | «Німан» (Гродно)      | Білорусь | 17    | 0    |
| 2007 (1)      | Д2       | «Граніт» (Мікашевичі) | Білорусь | 12    | 1    |
| 2007-2008 (1) | Д3       | «Мутенице»            | Чехія    | ?     | ?    |
| 2008          | Д1       | «Граніт» (Мікашевичі) | Білорусь | 25    | 2    |
| 2009          | Д1       | «Граніт» (Мікашевичі) | Білорусь | 12    | 0    |
| 2010          | Д2       | «Граніт» (Мікашевичі) | Білорусь | 24    | 0    |
| 2011          | Д2       | «Слуцьк»              | Білорусь | 28    | 1    |
| 2012          | Д2       | «Слуцьк»              | Білорусь | 19    | 2    |
| 2013          | Д2       | «Слуцьк»              | Білорусь | 25    | 1    |
| 2014          | Д1       | «Слуцьк»              | Білорусь | 27    | 0    |
| 2015          | Д1       | «Слуцьк»              | Білорусь | 8     | 0    |